# Guerre irrégulière
La guerre irrégulière est une forme de conflit armé qui correspond à plusieurs définitions : « une lutte violente parmi des acteurs étatiques et non étatiques pour obtenir légitimité et influence sur certaines populations », selon la doctrine américaine,. D'autres auteurs estiment qu'elle recouvre une « forme élémentaire de guerre [qui] inclut la guérilla, les opérations spéciales, la guerre asymétrique, le terrorisme », reflétant le « choix conscient de tactiques consistant à éviter le choc frontal ». Toutefois, les concepts relatifs à la guerre irrégulière sont plus anciens que le terme lui-même, qui remonte au début de la guerre froide.

## Généralités
Dans la littérature stratégique, la guerre irrégulière est « principalement qualifiée de petite guerre » (kleine Krieg) et fait l'objet d'analyses approfondies depuis le XVIIIe siècle sous divers vocables. Le terme « guérilla » devient souvent synonyme de « guerre de partisans ». La guerre irrégulière « s’est traduite par des campagnes de guérilla contre des armées occupantes, mais aussi par des actions clandestines ou subversives destinées à surprendre ou contourner un adversaire plus puissant en s’attaquant à ses arrières logistiques ou politiques ». La Première Guerre mondiale fait évoluer la définition de guerre irrégulière par la peur de la subversion intérieure via une propagande défaitiste, l'arrière disposant d'une importance stratégique essentielle dans cette guerre totale. 
L'expression vient de l'anglais irregular warfare et elle remonte au début de la guerre froide pour qualifier les conflits qui ne correspondent pas à un tableau classique de guerre conventionnelle ; le terme s'applique aux « guerres de libération nationale (en), insurrections, soulèvements, guerres révolutionnaires ». L'une des apparitions les plus anciennes de l'expression « guerre irrégulière » figure dans une édition anglaise, en 1986, de l'ouvrage Modern Irregular Warfare in Defense Policy and as a Military Phenomenon rédigé par Friedrich August von der Heydte, ancien officier allemand de la Seconde Guerre mondiale. Dans l'édition originale allemande, le livre est intitulé Der Moderne Kleinkrieg als Wehrpolitisches und Militarisches Phänomen. L'expression apparaît également dans un document de la Central Intelligence Agency 1996, écrit par Jeffrey B. White. La doctrine militaire relative à la guerre irrégulière connaît des développements majeurs entre 2004 et 2007, après les attentats du 11 septembre 2001 contre les États-Unis,. L'un des principaux acteurs de cette doctrine dans le département de la Défense des États-Unis est Michael G. Vickers (en), ancien officier paramilitaire auprès de la CIA. La Special Activities Division (SAD) de la CIA est la première unité destinée à la guerre irrégulière, tant pour susciter que pour combattre d'autres unités dans cette forme de conflit,,.
La guerre irrégulière favorise le combat indirect et les approches asymétriques, bien que cette forme puisse aussi déployer l'ensemble des compétences militaires, afin de miner le pouvoir de l'adversaire et sa volonté. La guerre irrégulière est, par sa nature, une lutte prolongée qui met à l'épreuve la détermination d'un État ainsi que celle de ses partenaires stratégiques,,,,. La distinction entre l'armée régulière et l'armée irrégulière n'a pas de rapport avec l'expression « guerre irrégulière ». Cette dernière se fonde sur la différence entre « guerre traditionnelle » et « guerre non conventionnelle ». Dans une entrée du Handbook of Military Sciences (en accès libre), Martijn Kitzen, expert militaire hollandais, examine Operations in Irregular Warfare et la littérature sous-jacente, qui caractérise ces conflits comme une lutte violente entre acteurs non étatiques et États, qui s'efforcent d'asseoir leur pouvoir, leur contrôle et leur légitimité sur une population. Dans ce chapitre, Kitzen fournit un aperçu de la littérature universitaire sur ce domaine.